# 走れ! (POLYSICSの曲)
「走れ！with ヤマサキセイヤ（キュウソネコカミ）」は、日本のロックバンド、POLYSICSの楽曲。2021年2月24日にキューンレコードから15枚目のシングルとして発売された。楽曲は、『はたらく細胞BLACK』のオープニングテーマとして書き下ろされた楽曲。シングルは、オリコン週間シングルランキングで最高位64位を獲得。

## 概要
2020年11月22日に神奈川・ぴあアリーナMMで行われた『ATFIELD inc. 20th Presents BAYCAMP 2020 10th Anniversary』で、『はたらく細胞BLACK』の主題歌として「走れ！with ヤマサキセイヤ（キュウソネコカミ）」を提供したことを発表。同ステージにヤマサキが飛び入り参加し、本作を初披露した。本作は、同作のオープニングテーマとして書き下ろされた。
2021年1月9日、POLYSICSにとって約8年4か月ぶりとなるCDシングルとして2月24日に発売することを発表。シングルには『はたらく細胞BLACK』のエンディングテーマである「上を向いて運ぼう with 赤血球（CV：榎木淳弥）&白血球（CV：日笠陽子）」とClariSのカバー曲「CheerS」も収録された。初回生産限定盤と通常盤の2形態での発売となっており、初回生産限定盤には「走れ！with ヤマサキセイヤ（キュウソネコカミ）」のミュージック・ビデオや、『はたらく細胞BLACK』のオープニングとエンディングのノンクレジットムービーを収録したDVDが付属。
1月10日、「走れ！with ヤマサキセイヤ（キュウソネコカミ）」がアニメの初回放送開始に合わせて配信された。
4月3日から同月11日にかけて、本作を引っさげた東名阪ツアー「POLYSICS TOUR 2021 〜走れ!免疫細胞活性化!〜」を開催。同ツアーは新体制になってから初のツアーとなった。

## 収録曲

### 初回生産限定盤
| #         | タイトル                                                                 | 作詞                | 作曲                | 時間  |
| --------- | ------------------------------------------------------------------------ | ------------------- | ------------------- | ----- |
| 1.        | 「走れ! with ヤマサキセイヤ(キュウソネコカミ)」                          | ハヤシヒロユキ Fumi | ハヤシヒロユキ Fumi | 3:08  |
| 2.        | 「上を向いて運ぼう with 赤血球（CV：榎木淳弥）＆白血球（CV：日笠陽子）」 | ハヤシヒロユキ      | ハヤシヒロユキ      | 2:58  |
| 3.        | 「CheerS（The original is sung by ClariS）」                             | ハヤシケイ          | megane              | 3:31  |
| 4.        | 「走れ! with ヤマサキセイヤ(キュウソネコカミ) -TV Edit-」                | ハヤシヒロユキ      | ハヤシヒロユキ Fumi | 1:38  |
| 5.        | 「上を向いて運ぼう with 赤血球&白血球 -TV Edit-」                        | ハヤシヒロユキ      | ハヤシヒロユキ      | 1:28  |
| 6.        | 「走れ! with ヤマサキセイヤ(キュウソネコカミ) -Instrumental-」           |                     | ハヤシヒロユキ Fumi | 3:07  |
| 7.        | 「上を向いて運ぼう with 赤血球&白血球 -Instrumental-」                   |                     | ハヤシヒロユキ      | 2:57  |
| 合計時間: | 合計時間:                                                                | 合計時間:           | 合計時間:           | 18:47 |

| #  | タイトル                                                           | 作詞 | 作曲・編曲 |
| -- | ------------------------------------------------------------------ | ---- | ---------- |
| 1. | 「走れ! with ヤマサキセイヤ(キュウソネコカミ) ミュージックビデオ」 |      |            |
| 2. | 「『はたらく細胞BLACK』ノンクレジットオープニングムービー」        |      |            |
| 3. | 「『はたらく細胞BLACK』ノンクレジットエンディングムービー」        |      |            |

### 通常盤
| #         | タイトル                                                                | 作詞                | 作曲                | 時間 |
| --------- | ----------------------------------------------------------------------- | ------------------- | ------------------- | ---- |
| 1.        | 「走れ! with ヤマサキセイヤ（キュウソネコカミ）」                       | ハヤシヒロユキ Fumi | ハヤシヒロユキ Fumi | 3:08 |
| 2.        | 「上を向いて運ぼう with 赤血球（CV：榎木淳弥）&白血球（CV：日笠陽子）」 | ハヤシヒロユキ      | ハヤシヒロユキ      | 2:58 |
| 3.        | 「CheerS（The original is sung by ClariS）」                            | ハヤシケイ          | megane              | 3:29 |
| 合計時間: | 合計時間:                                                               | 合計時間:           | 合計時間:           | 9:35 |

## チャート成績
| チャート (2021年)        | 最高位 |
| ------------------------ | ------ |
| 日本 (オリコン)          | 64     |
| 日本 (Top Singles Sales) | 67     |